# 蒙费罗
蒙费罗是西班牙加利西亚自治区拉科鲁尼亚省的一个市镇。总面积171.7km², 总人口1985人（2017年），人口密度11.56人/km²。

## 人口
| 蒙费罗历史人口变化图                                       |
|                                                            |
| 来源：西班牙国家统计局（1900-1991年，实际人口）（2000年-） |

## 图集

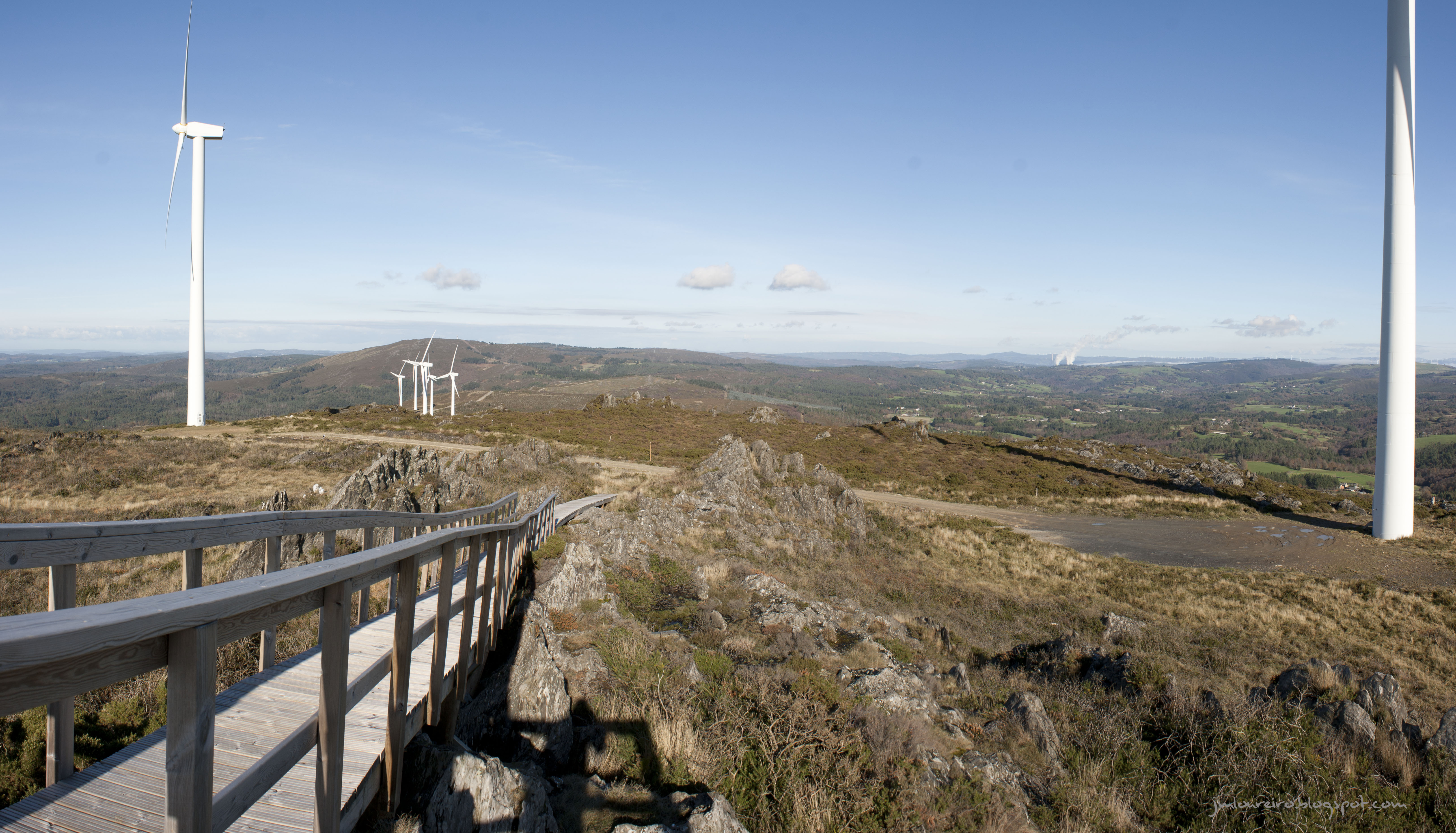
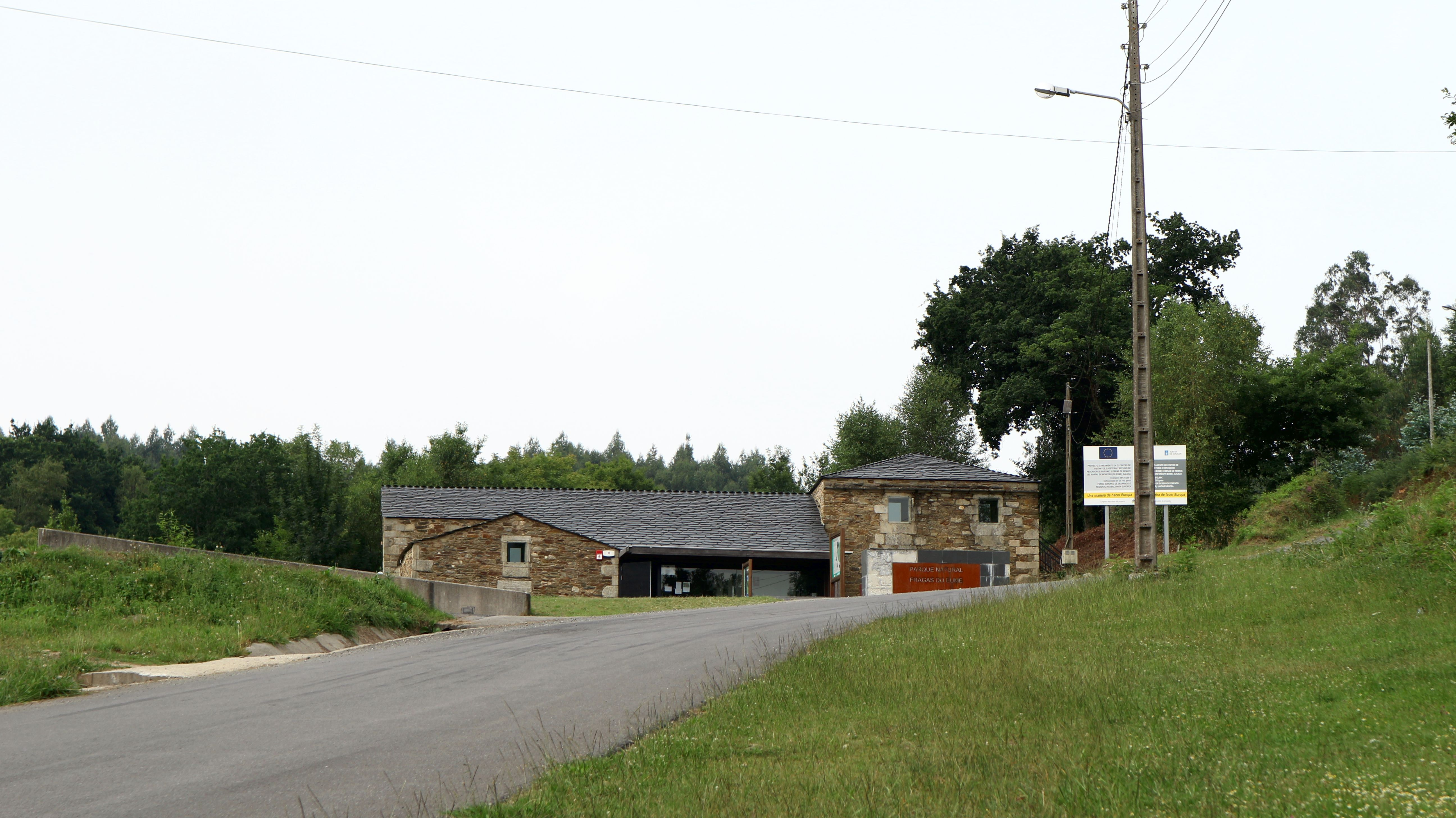
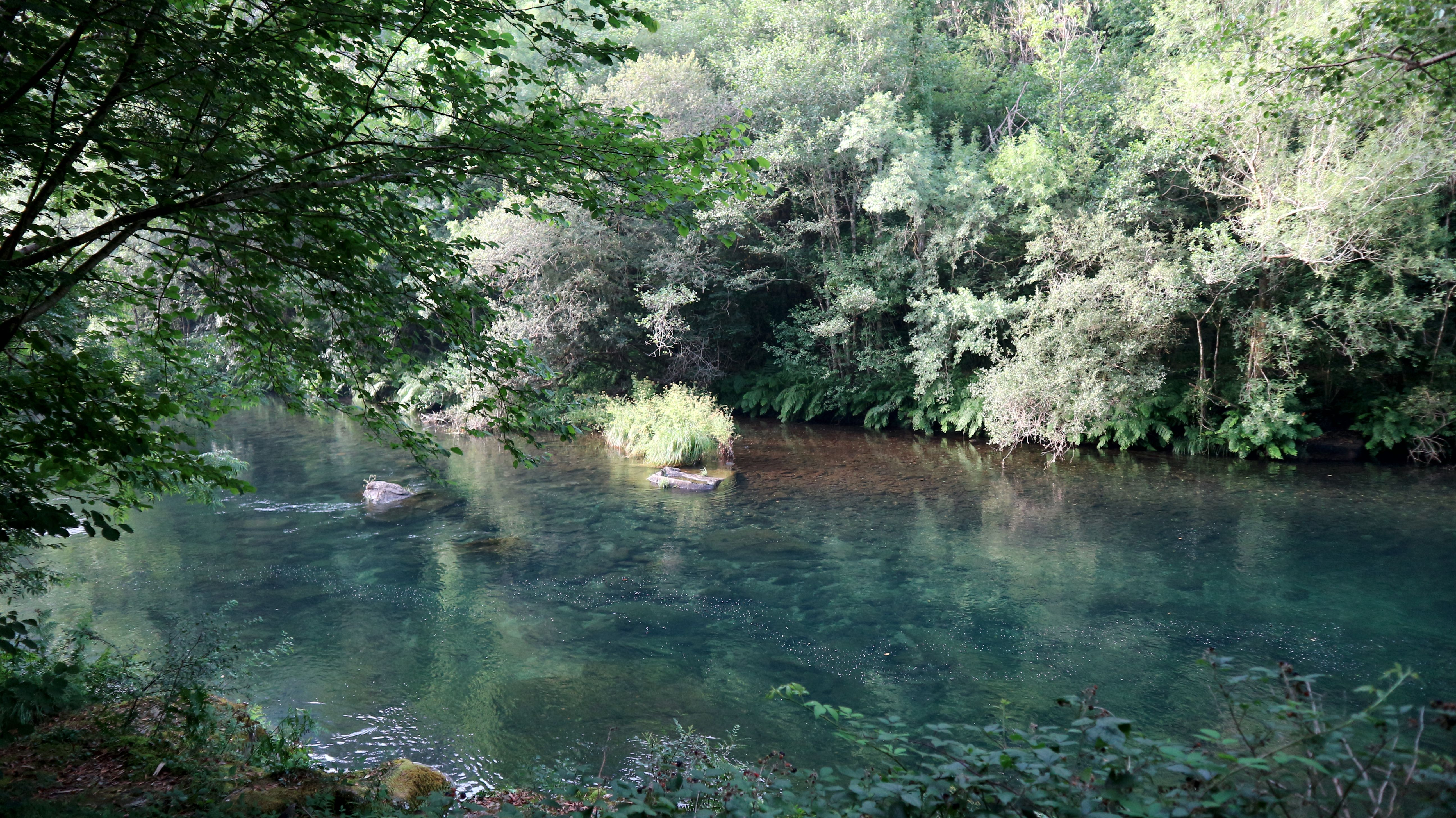
欧梅河
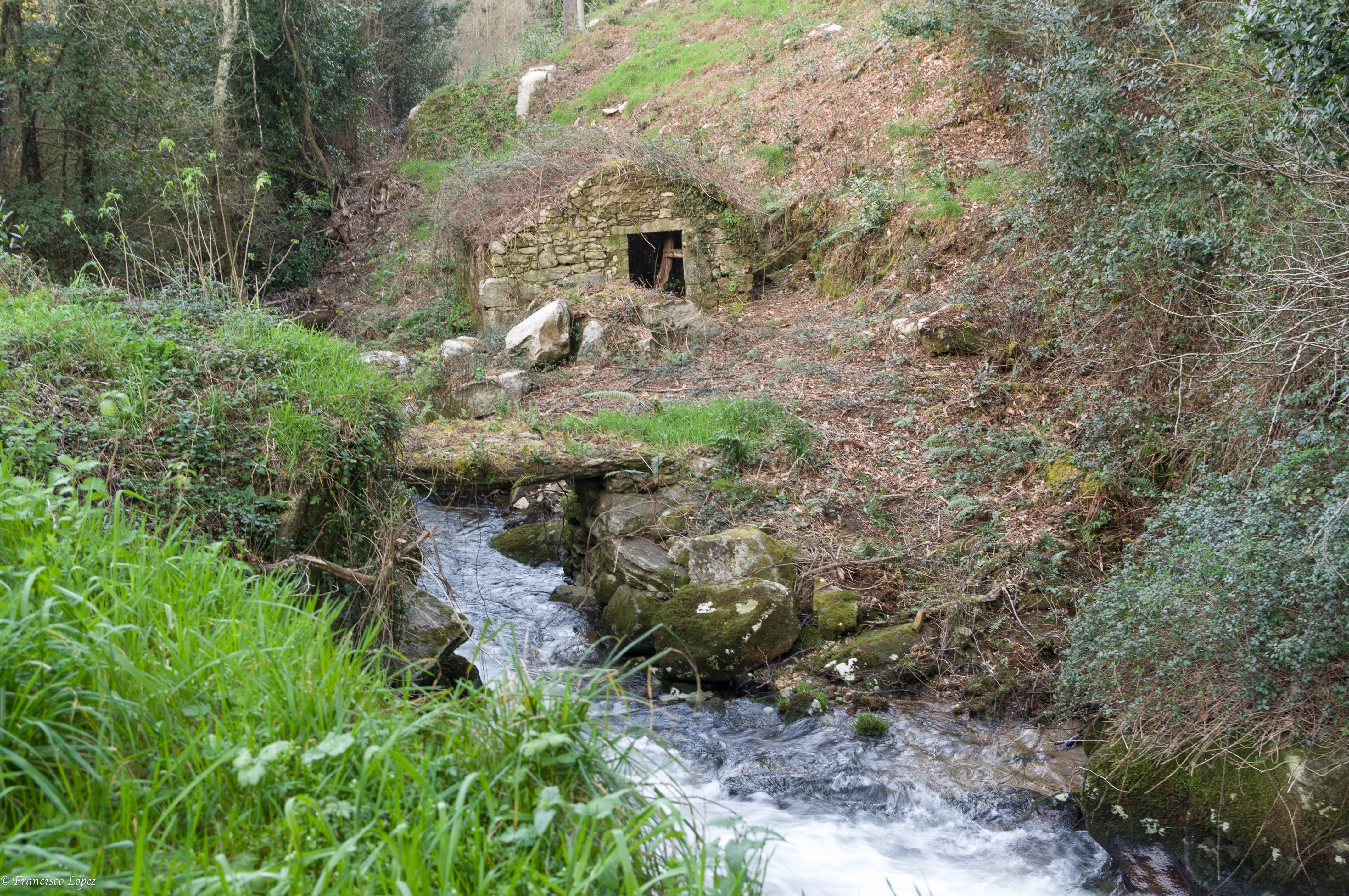